# Batalha de Ptéria
A batalha do rio Hális, também conhecida como a batalha de Ptéria, foi um conflito armado ocorrido entre dois grandes impérios da antiguidade, o incipiente Império Aqueménida e o reino de Lídia no seu apogeu, que data de 547 ou 546 a.C. As forças persas de Ciro, o Grande travaram uma batalha contra as forças invasoras de Lídia lideradas por Creso, que foi forçado a partir em retirada para oeste, para o seu próprio reino.
Antes do auge do povo persa, os lídios e medos tinham acordado que o rio Hális (atual rio Quizil-Irmaque) passaria a definir a fronteira natural entre os dois impérios. Com a assimilação dos medos pelos persas, Creso procurou tirar partido deste conjunto de eventos para expandir as suas fronteiras para leste, onde teria inevitavelmente que enfrentar a pressão persa. Então, antes de os confrontar, Creso enviou um mensageiro ao Oráculo de Delfos, que lhe disse que se atravessasse o rio Hális com o seu exército, acabaria por destruir um império. Creso fez então aliança com Babilônia, Egito e Esparta.
Incentivado pela profecia, Creso liderou o seu exército desde a sua capital Sardes para leste, atravessando o Hális e tomando a cidade de Ptéria, escravizando os cidadãos locais. Ciro reuniu as suas tropas e, depois de ter tentado sem sucesso a deserção dos aliados jónios de Creso, tomou a batalha contra os lídios em Ptéria. De acordo com Heródoto, as forças lídias eram bastante inferiores aos rivais, e depois de sofrer perdas significativas em ambas as partes, Creso decidiu retirar-se para Sardes. Esta derrota estratégica de Creso implicaria que a profecia do Oráculo fosse na realidade cumprida: ao cruzar o rio Hális, Creso levou à queda de um império, o seu.